# Portovisão
O Portovisão era um programa apresentado de segunda à sexta, entre 11h30min e 14h30min, na TV Difusora (hoje Band RS), canal 10 de Porto Alegre. Criado por Salimen Júnior, foi ao ar entre 1975 e 1980. 
Começava com o quadro de Fernando Vieira, sobre o mundo jovem, com clipes musicais, apresentações de bandas ao vivo e dicas de música. Esse quadro também era apresentado por Antônio Carlos Contursi, o Cascalho, um dos principais comunicadores da Rádio Continental. Em seguida, vinha a coluna de Tatata Pimentel, que comentava a vida noturna de Porto Alegre, em especial sua boate preferida, chamada Água na Boca, sendo o primeiro homossexual assumido na televisão gaúcha. Depois, José Antônio Daudt batia os punhos na mesa, teatralmente, protestando contra abusos policiais e uso indevido de chapas brancas, ou seja, carros oficiais do governo sendo usados para fins pessoais. Daudt acabou assassinado em 1988. O humorista Renato Pereira seguia, contando piadas sobre a atualidade. Depois, as notícias do esporte, apresentadas por, entre outros, Cláudio Britto. Comentários esportivos de Lauro Quadros e Larry Pinto de Faria seguiam. Depois, as notícias com Sérgio Schueller e José Fontela, eventualmente com Magda Beatriz. Então vinha o comentário de Sérgio Jockymann e o quadro feminino de Tânia Carvalho. Por algum tempo, havia o quadro Verso e Reverso, onde José Fogaça representava a oposição à ditadura e Coronel Pedro Américo Leal a defendia. Foi um quadro que marcou época, pois debatia assuntos polêmicos em tempos de plena repressão. O próprio Fogaça também era um dos co-apresentadores do programa, junto com Tânia Carvalho e com Clovis Duarte, que também fazia entrevistas e comentários sobre assuntos do cotidiano. 
Perto de seu fim, com a venda da TV Difusora para a Rede Bandeirantes, o Portovisão perdeu suas estrelas. Solange Bittencourt substituiu Tânia Carvalho, que havia largado a emissora para se transferir para a TV Guaíba, onde começaria a apresentar o programa Guaíba Feminina, em 1981.   
O Portovisão fez parte de uma tradição gaúcha de programas no horário do almoço, com quadros de comentários e notícias. O pioneiro foi o Jornal do Almoço, na então TV Gaúcha, hoje RBS TV, que estreou um ano antes.